# Hermin
Hermin és un municipi francès situat al departament del Pas de Calais i a la regió dels Alts de França. L'any 2007 tenia 215 habitants.

## Demografia

### Població
El 2007 la població de fet de Hermin era de 215 persones. Hi havia 84 famílies de les quals 20 eren unipersonals (8 homes vivint sols i 12 dones vivint soles), 20 parelles sense fills, 36 parelles amb fills i 8 famílies monoparentals amb fills.
La població ha evolucionat segons el següent gràfic:
Habitants censats

### Habitatges
El 2007 hi havia 90 habitatges, 83 eren l'habitatge principal de la família, 4 eren segones residències i 3 estaven desocupats. Tots els 90 habitatges eren cases. Dels 83 habitatges principals, 75 estaven ocupats pels seus propietaris, 7 estaven llogats i ocupats pels llogaters i 1 estava cedit a títol gratuït; 4 tenien tres cambres, 18 en tenien quatre i 61 en tenien cinc o més. 76 habitatges disposaven pel capbaix d'una plaça de pàrquing. A 36 habitatges hi havia un automòbil i a 36 n'hi havia dos o més.

### Piràmide de població
La piràmide de població per edats i sexe el 2009 era:
| Homes | Edats   | Dones |
| ----- | ------- | ----- |
| 0     | 95 o +  | 0     |
| 0     | 90 a 94 | 0     |
| 1     | 85 a 89 | 1     |
| 1     | 80 a 84 | 2     |
| 4     | 75 a 79 | 4     |
| 5     | 70 a 74 | 7     |
| 2     | 65 a 69 | 3     |
| 6     | 60 a 64 | 5     |
| 5     | 55 a 59 | 4     |
| 1     | 50 a 54 | 3     |
| 9     | 45 a 49 | 7     |
| 10    | 40 a 44 | 10    |
| 15    | 35 a 39 | 11    |
| 6     | 30 a 34 | 4     |
| 5     | 25 a 29 | 7     |
| 3     | 20 a 24 | 4     |
| 9     | 15 a 19 | 7     |
| 6     | 10 a 14 | 9     |
| 13    | 5 a 9   | 4     |
| 3     | 0 a 4   | 3     |

## Economia
El 2007 la població en edat de treballar era de 139 persones, 104 eren actives i 35 eren inactives. De les 104 persones actives 93 estaven ocupades (51 homes i 42 dones) i 11 estaven aturades (4 homes i 7 dones). De les 35 persones inactives 12 estaven jubilades, 13 estaven estudiant i 10 estaven classificades com a «altres inactius».

### Ingressos
El 2009 a Hermin hi havia 84 unitats fiscals que integraven 225 persones, la mediana anual d'ingressos fiscals per persona era de 20.171 €.

### Activitats econòmiques
Dels 2 establiments que hi havia el 2007, 1 era d'una empresa extractiva i 1 d'una empresa de construcció.
L'únic servei als particulars que hi havia el 2009 era una lampisteria.
L'any 2000 a Hermin hi havia 6 explotacions agrícoles.

## Equipaments sanitaris i escolars
El 2009 hi havia una escola elemental integrada dins d'un grup escolar amb les comunes properes formant una escola dispersa.

## Poblacions més properes
El següent diagrama mostra les poblacions més properes.